# CBS Action
CBS Action – kanał filmowy, należący do brytyjskiej spółki AMC Networks International i CBS. Prezentuje filmy i seriale sensacyjne, thrillery oraz science fiction. Na antenie stacji prezentowane są także filmy przygodowe i westerny.
CBS Action rozpoczął nadawanie w Wielkiej Brytanii zastępując stację Zone Thriller. Natomiast na innych rynkach europejskich kanał wystartował 3 grudnia 2012.

## Emisja w Polsce
CBS Action rozpoczął nadawanie w języku polskim 3 grudnia 2012, zastępując w sieciach kablowych i u operatorów telekomunikacyjnych, kanał Zone Romantica. Natomiast na platformach cyfrowych Cyfra+ i Cyfrowy Polsat rozpoczął nadawanie jako odrębny kanał.
1 lipca 2017 kanał ten, wraz z siostrzanymi CBS Europa i CBS Reality, został usunięty z oferty UPC.
Spółka AMC International Networks postanowiła, że z dniem 31 grudnia 2019 roku został wycofany z polskiego rynku.

## Oglądalność
Wszyscy 4+:
|      | styczeń | luty   | marzec | kwiecień | maj    | czerwiec | lipiec | sierpień | wrzesień | październik | listopad | grudzień | cały rok |
| ---- | ------- | ------ | ------ | -------- | ------ | -------- | ------ | -------- | -------- | ----------- | -------- | -------- | -------- |
| 2019 | 0,030%  | 0,020% | 0,018% | 0,020%   | 0,027% | 0,022%   | 0,030% | 0,022%   | 0,015%   | 0,018%      | 0,017%   | 0,022%   | 0,022%   |
| 2018 | 0,11%   | 0,11%  | 0,11%  | 0,10%    | 0,10%  | 0,109%   | 0,120% | 0,096%   | 0,070%   | 0,058%      | 0,022%   | 0,018%   | 0,084%   |
| 2017 | 0,10%   | 0,10%  | 0,09%  | 0,07%    | 0,09%  | 0,11%    | 0,18%  | 0,22%    | 0,15%    | 0,17%       | 0,126%   | 0,12%    | 0,13%    |
| 2016 | 0,07%   | 0,06%  | 0,07%  | 0,07%    | 0,07%  | 0,067%   | 0,08%  | 0,08%    | 0,08%    | 0,07%       |          | 0,08%    | 0,08%    |
| 2015 |         | 0,08%  | 0,07%  | 0,08%    | 0,09%  | 0,081%   | 0,12%  | 0,13%    | 0,08%    | 0,09%       |          | 0,08%    | 0,09%    |
| 2014 | 0,06%   | 0,07%  | 0,10%  |          |        |          |        | 0,07%    | 0,06%    |             |          |          | 0,07%    |
| 2013 | 0,034%  | 0,041% | 0,049% | 0,055%   | 0,047% | 0,050%   |        | 0,043%   | 0,021%   |             |          |          | 0,04%    |